# Susilo Bambang Yudhoyono
Susilo Bambang Yudhoyono (Pacitan, 9 de Setembro de 1949) é um militar e político indonésio, que serviu como presidente de seu país de 2004 a 2014.
Sendo filho de um oficial do exército seguiu as pisadas do pai e em 1973 formou-se na Academia Militar Indonésia. Dois anos mais tarde participou na invasão de Timor-Leste, território onde cumpriu diversas missões militares. Depois da independência de Timor-Leste foi acusado de ter praticado diversos crimes de guerra mas nunca foi condenado.
Durante a década de 1980 formou-se em gestão na Universidade Webster, nos EUA, assim como fez regularmente treinos militares com as forças armadas norte-americanas. Em 1995 e 1996, Susilo foi o chefe da missão militar de observação indonésia na Bósnia. Após o regresso à Indonésia, chefiou comandos territoriais em Jacarta e em Sumatra.
Mais tarde, a partir de 1997, assumiu a chefia do gabinete de assuntos políticos e sociais das forças armadas. A 1 de Abril de 2000 retirou-se do activo, já com o posto de general, e assumiu o cargo de ministro das Minas no governo de Abdurrahman Wahid, para mais tarde lhe ser entregue o Ministério da Segurança e Assuntos Políticos. Uma das suas missões foi afastar os militares de cargos políticos.
Wahid demitiu Susilo em 2001 por este se ter recusado a declarar estado de emergência no país numa altura em que o presidente estava a ser fortemente contestado. Quando Megawati Sukarnoputri assumiu a presidência em Julho de 2001 chamou Susilo para voltar a assumir a o cargo de ministro da Segurança.
Susilo Bambang Yudhoyono tornou-se internacionalmente conhecido por ter prendido muitos dos responsáveis pelo atentado de Bali, que ocorreu em Outubro de 2002 e fez mais de duzentos mortos. No entanto, em 2004 aprovou operações militares contra os separatistas de Achém, no norte de Sumatra, que resultaram em mais de dois mil mortos.
Em Março de 2004 demitiu-se do seu cargo após ter se desentendido com a presidente Sukarnoputri.
A 20 de Outubro de 2004 tomou posse como presidente da Indonésia, após ter vencido as eleições no mês anterior. No sufrágio derrotou Megawati Sukarnoputri.
Em 2009, ao ser reeleito com 73.874.562 votos, tornou-se o presidente mais votado da história do mundo.
Em 2014, foi sucedido por Joko Widodo.